# Плеоцитоза
Плеоцитоза (од грч. речи pleion-више), (лат. pleocytosis) је повећање укупног броја ћелија, најчешће белих крвних зрнаца-леукоцита у цереброспиналној течности-ликвору, (и до 10.000 нпр код бактеријског менингитиса). Нормалан број ћелија у кичменој течности је ≤ 5 µL (углавном 70-100% су лимфоцити, а 0-30% моноцити) Плеоцитоза се не односи на повећан број белих крвних зрнаца у крви, који носи назив леукоцитоза.

## Значај плеоцитозе
Плеоцитоза је један од дијагностичких знакова који указује на запаљењска, заразна или малигна стања у нервном систему (нпр енцефалитис или менингитис). Плеоцитосис код пацијената за које се сумња да имају Гијен Бареов синдром (са акутном полирадикулонеуропатијом) треба да подстакне размишљање у диференцијалној дијагнози о, инфекцијама ХИВ-ом, Херпес симплекс вирусом, вирусом Западног Нила и другим вирусима изазваним инфекцијама које (ендемски) владају у одговарајућем окружењу, Лајмској болести (неуроборелиозе), и другим заразним или запаљењским процесима.

## Карактеристике ликвора у плеоцитози
1. Број леукоцита >200/μL , број еритроцита >400/μL
2. Присуство микроорганизама
3. Повећана концентрација протеина и липида

## Патолошка стања која могу бити праћена плеоцитозом
- Лајмска болест
- Саркоидоза
- Неуросифилис
- ХИВ-ом изазван менинго-енцефалитис
- Бехчетова болест
- Девицева болест (неуромијелитис очног живца и кичмене мождине)
- Токсоплазмоза
- Енцефалитис
- Менингитис
- Рубеола
- Херпес
- Стрептококни менингитис
- Вирусом Западног Нила изазван енцефалитис
- Менингоенцефалитис код ванплућне туберкулозе